# Torneo Kurowashiki 2014 (maschile)
Il Torneo Kurowashiki 2014 si è svolto dal 1° al 6 maggio 2014: al torneo hanno partecipato sedici squadre di club, universitarie e scolastiche giapponesi e la vittoria finale è andata per la dodicesima volta ai Panasonic Panthers.

## Regolamento
La competizione prevede che vi prendano parte 16 squadre. Sono previsti due fasi: nella prima si svolge un turno preliminare a gironi, mentre nella seconda si svolgono quarti di finale, semifinali e finale.

## Partecipanti
| - FC Tokyo - JTEKT Stings - JT Thunders - Juntendo University | - Kinki Daigaku - Nippon Taiiku Daigaku - Oita Weisse Adler - Panasonic Panthers | - Sakai Blazers - Seijo High School - Suntory Sunbirds - Tokyo Fort Fighters | - Toray Arrows - Toyoda Trefuerza - Tsukuba SunGAIA - Waseda University |

## Torneo

### Prima fase

#### Gruppo A
| Squadre               | Panasonic Panthers | JTEKT Stings | Nippon Taiiku Daigaku | Tsukuba SunGAIA | G | V | P |
| --------------------- | ------------------ | ------------ | --------------------- | --------------- | - | - | - |
| Panasonic Panthers    |                    | 3 - 0        | 3 - 0                 | 3 - 1           | 3 | 3 | 0 |
| JTEKT Stings          | 0 - 3              |              | 3 - 0                 | 3 - 1           | 3 | 2 | 1 |
| Nippon Taiiku Daigaku | 0 - 3              | 0 - 3        |                       | 3 - 0           | 3 | 1 | 2 |
| Tsukuba SunGAIA       | 1 - 3              | 1 - 3        | 0 - 3                 |                 | 3 | 0 | 3 |

#### Gruppo B
| Squadre             | Sakai Blazers | FC Tokyo | Kinki Daigaku | Tokyo Fort Fighters | G | V | P |
| ------------------- | ------------- | -------- | ------------- | ------------------- | - | - | - |
| Sakai Blazers       |               | 3 - 0    | 3 - 0         | 3 - 1               | 3 | 3 | 0 |
| FC Tokyo            | 0 - 3         |          | 3 - 0         | 3 - 0               | 3 | 2 | 1 |
| Kinki Daigaku       | 0 - 3         | 0 - 3    |               | 3 - 0               | 3 | 1 | 2 |
| Tokyo Fort Fighters | 1 - 3         | 0 - 3    | 0 - 3         |                     | 3 | 0 | 3 |

#### Gruppo C
| Squadre           | JT Thunders | Suntory Sunbirds | Waseda University | Seijo High School | G | V | P |
| ----------------- | ----------- | ---------------- | ----------------- | ----------------- | - | - | - |
| JT Thunders       |             | 3 - 1            | 3 - 1             | 3 - 0             | 3 | 3 | 0 |
| Suntory Sunbirds  | 1 - 3       |                  | 3 - 0             | 3 - 0             | 3 | 2 | 1 |
| Waseda University | 1 - 3       | 0 - 3            |                   | 3 - 0             | 3 | 1 | 2 |
| Seijo High School | 0 - 3       | 0 - 3            | 0 - 3             |                   | 3 | 0 | 3 |

#### Gruppo D
| Squadre            | Toray Arrows | Toyoda Trefuerza | Jutendo University | Oita Weisse Adler | G | V | P |
| ------------------ | ------------ | ---------------- | ------------------ | ----------------- | - | - | - |
| Toray Arrows       |              | 3 - 1            | 3 - 0              | 3 - 1             | 3 | 3 | 0 |
| Toyoda Trefuerza   | 1 - 3        |                  | 3 - 0              | 3 - 0             | 3 | 2 | 1 |
| Jutendo University | 0 - 3        | 0 - 3            |                    | 3 - 1             | 3 | 1 | 2 |
| Oita Weisse Adler  | 1 - 3        | 0 - 3            | 1 - 3              |                   | 3 | 0 | 3 |

#### Squadre qualificate
- Panasonic Panthers
- JTEKT Stings
- Sakai Blazers
- FC Tokyo
- JT Thunders
- Suntory Sunbirds
- Toray Arrows
- Toyoda Trefuerza

### Seconda fase
|  | Quarti di finale   | Quarti di finale   | Quarti di finale |                  |                    | Semifinali         | Semifinali | Semifinali |  |  | Finale | Finale | Finale |  |
|  |                    |                    |                  |                  |                    |                    |            |            |  |  |        |        |        |  |
|  | Panasonic Panthers | Panasonic Panthers | 3                |                  |                    |                    |            |            |  |  |        |        |        |  |
|  | Panasonic Panthers | Panasonic Panthers | 3                |                  |                    |                    |            |            |  |  |        |        |        |  |
|  | FC Tokyo           | FC Tokyo           | 0                |                  |                    |                    |            |            |  |  |        |        |        |  |
|  | FC Tokyo           | FC Tokyo           | 0                |                  | Panasonic Panthers | Panasonic Panthers | 3          |            |  |  |        |        |        |  |
|  |                    |                    |                  |                  | Panasonic Panthers | Panasonic Panthers | 3          |            |  |  |        |        |        |  |
|  |                    |                    | Suntory Sunbirds | Suntory Sunbirds | 0                  |                    |            |            |  |  |        |        |        |  |
|  | Suntory Sunbirds   | Suntory Sunbirds   | Suntory Sunbirds | Suntory Sunbirds | 0                  | 3                  |            |            |  |  |        |        |        |  |
|  | Suntory Sunbirds   | Suntory Sunbirds   |                  |                  |                    |                    |            |            |  |  |        |        |        |  |
|  | Toray Arrows       | Toray Arrows       | 2                |                  |                    |                    |            |            |  |  |        |        |        |  |
|  | Toray Arrows       | Toray Arrows       | 2                |                  | Panasonic Panthers | Panasonic Panthers | 3          |            |  |  |        |        |        |  |
|  |                    |                    |                  |                  |                    |                    |            |            |  |  |        |        |        |  |
|  |                    |                    | JT Thunders      | JT Thunders      | 1                  |                    |            |            |  |  |        |        |        |  |
|  | JT Thunders        | JT Thunders        | JT Thunders      | JT Thunders      | 1                  | 3                  |            |            |  |  |        |        |        |  |
|  | JT Thunders        | JT Thunders        |                  |                  |                    |                    |            |            |  |  |        |        |        |  |
|  | Toyoda Trefuerza   | Toyoda Trefuerza   | 0                |                  |                    |                    |            |            |  |  |        |        |        |  |
|  | Toyoda Trefuerza   | Toyoda Trefuerza   | 0                |                  | JT Thunders        | JT Thunders        | 3          |            |  |  |        |        |        |  |
|  |                    |                    |                  |                  | JT Thunders        | JT Thunders        | 3          |            |  |  |        |        |        |  |
|  |                    |                    | Sakai Blazers    | Sakai Blazers    | 0                  |                    |            |            |  |  |        |        |        |  |
|  | JTEKT Stings       | JTEKT Stings       | Sakai Blazers    | Sakai Blazers    | 0                  | 1                  |            |            |  |  |        |        |        |  |
|  | JTEKT Stings       | JTEKT Stings       |                  |                  |                    |                    |            |            |  |  |        |        |        |  |
|  | Sakai Blazers      | Sakai Blazers      | 3                |                  |                    |                    |            |            |  |  |        |        |        |  |

#### Quarti di finale
| 4 maggio 2014 Osaka Prefectural Gymnasium, Osaka Durata: ? - Spettatori: ? | Panasonic Panthers | 3 - 0 | FC Tokyo         | 25-17, 25-15, 25-23               |
| 4 maggio 2014 Osaka Prefectural Gymnasium, Osaka Durata: ? - Spettatori: ? | Suntory Sunbirds   | 3 - 2 | Toray Arrows     | 18-25, 20-25, 25-22, 25-21, 16-14 |
| 4 maggio 2014 Osaka Prefectural Gymnasium, Osaka Durata: ? - Spettatori: ? | JT Thunders        | 3 - 0 | Toyoda Trefuerza | 25-23, 25-20, 25-21               |
| 4 maggio 2014 Osaka Prefectural Gymnasium, Osaka Durata: ? - Spettatori: ? | JTEKT Stings       | 1 - 3 | Sakai Blazers    | 25-23, 23-25, 22-25, 23-25        |

##### Semifinali
| 5 maggio 2014 Osaka Prefectural Gymnasium, Osaka Durata: ? - Spettatori: ? | Panasonic Panthers | 3 - 0 | Suntory Sunbirds | 25-13, 25-21, 25-22 |
| 5 maggio 2014 Osaka Prefectural Gymnasium, Osaka Durata: ? - Spettatori: ? | JT Thunders        | 3 - 0 | Sakai Blazers    | 25-21, 25-22, 25-23 |

##### Finale
| 6 maggio 2014 Osaka Prefectural Gymnasium, Osaka Durata: ? - Spettatori: ? | Panasonic Panthers | 3 - 1 | JT Thunders | 23-25, 25-20, 25-19, 25-19 |

## Premi individuali
| Premio                     | Giocatore            | Squadra            |
| -------------------------- | -------------------- | ------------------ |
| MVP                        | Kunihiro Shimizu     | Panasonic Panthers |
| Miglior spirito combattivo | Yū Koshikawa         | JT Thunders        |
| Sestetto ideale            | Kunihiro Shimizu     | Panasonic Panthers |
| Sestetto ideale            | Yū Koshikawa         | JT Thunders        |
| Sestetto ideale            | Tatsuya Fukuzawa     | Panasonic Panthers |
| Sestetto ideale            | Dante do Amaral      | Panasonic Panthers |
| Sestetto ideale            | Ryousuke Tsubakiyama | Suntory Sunbirds   |
| Sestetto ideale            | Hideomi Fukatsu      | Panasonic Panthers |
| Miglior libero             | Takeshi Nagano       | Panasonic Panthers |